# 동문동 (서산시)
동문동(東門洞)은 대한민국 충청남도 서산시의 동이다.

## 개요
동문1동은 서산시청 중심으로 동쪽에 위치하고 있으며 북쪽으로는 성연면과 경계를 이루며, 성왕산 ~ 부춘산으로 연결되는 산맥의 정남쪽에 위치하고 있으며, 동남은 수석동, 음암면, 서쪽으로는 부춘동에 접하고 있다. 온석동, 잠홍동은 수원이 풍부하고 기후풍토가 농사에 적합하여 화훼등 근교농업이 발달한 전형적인 농촌 마을이며, 동문동 지역은 각급 관공서가 밀집되어 있으며 쾌적한 도시환경이 갖추어진 곳으로 대단위 택지개발 등 시행으로 개발 잠재력이 풍부하며 향후 주거지역으로 큰 발전이 기대되고 있다. 또한 2개교의 초.중.고교 교육기관이 소재하고 있어 교육의 중심지이며, 문화재로 동문5층석탑과 당간지주가 있으며, 문화재 자료인 서산향교가 있다.
동문2동은 상업, 금융, 교통의 중심지로 시청으로부터 1.2km 떨어진 곳에 위치하고 있으며, 동민 대다수가 상업에 종사하고 있다. 수산물 시장으로 유명한 "동부전통시장"과 음식의 명소인 "먹거리골"이 있으며, 서산공용버스터미널과 인접해 있어 유동 인구가 많고, 역동적인 서산의 모습을 대표하는 교통의 요충지이다.

## 연혁

### 동문1동
- 1989년 1월 1일 : 서산읍이 서산시로 승격되면서 동문동을 설치.[3] 이 때 동문1동 지역은 동문동은 동문동지역 일부 및 온석동, 잠홍동으로 9개통이 설치되었으며 동문2동 지역은 활성동으로 4통 40개반이 설치됨.
- 1989년 3월 10일 : 동문2동 지역 관할 구역 조정 - 9통 62개반
- 1992년 1월 10일 : 동문1동 지역 동문 31통에서 33통 분통설치
- 1992년 6월 1일 : 동문2동 청사 신축 이전
- 1994년 7월 25일 : 동문1동 지역 동문 31통 및 42통에서 분통 동문 34통, 동문 35통, 동문 43통 설치
- 1996년 11월 5일 : 동문1동 지역 동문 43통에서 분통 동문 44통, 동문 45통 설치 (15개통)
- 2006년 1월 10일 : 동문1동 지역 동문 32통에서 분통 동문 36통 설치 (16개통)
- 2007년 11월 9일 : 동문1동 지역 동문 37통, 동문 46통, 동문 47통 설치 (19개통)
- 2008년 2월 11일 : 동문1동의 동문42~45통, 동문47통이 동문2동으로 이동하여 관할 구역 조정
- 2024년 12월 16일 : 동문1동행정복지센터를 현재의 위치로 이전

### 동문2동
- 1989년 1월 1일 : 서산시 활성동 (법률 제4050호) ▷ 4통 40반
- 1989년 3월 10일 : 관할 구역 조정 ▷ 9통 62반
- 1993년 6월 1일 : 관할 구역 조정 ▷ 9통 58개반
- 1994년 4월 7일 : 관할 구역 조정 ▷ 9통 64개반
- 2008년 2월 11일 : 동명 및 경계 조정 (활성동 → 동문2동), 관할 구역 조정 (조례 개정) ▷ 14통 117개반

## 법정동

### 동문1동
- 동문동 일부
- 온석동
- 잠홍동

### 동문2동
- 동문동 일부

## 교육

### 동문1동
- 서산동문초등학교
- 서령중학교
- 서령고등학교

### 동문2동
- 서산중앙고등학교
- 서산초등학교
- 서동초등학교

## 아파트
| 단지명            | 건설사         | 시행사                            | 주소          | 입주        | 비고 |
| ----------------- | -------------- | --------------------------------- | ------------- | ----------- | ---- |
| 동문 한성필하우스 | 한성건설㈜     | 서산동문동 주택재개발정비사업조합 | 서령로 36     | 2018년 10월 |      |
| 동문 한라비발디   | 한라건설㈜     | 한라건설㈜                        |               | 2006년 12월 |      |
| 동문 현진에버빌   | 현진㈜         | ㈜상명                            |               | 2007년 2월  |      |
| 동문 코아루       | 이테크이엔씨㈜ | 한국토지신탁                      | 고운로 275-14 | 2007년 2월  |      |

## 명소

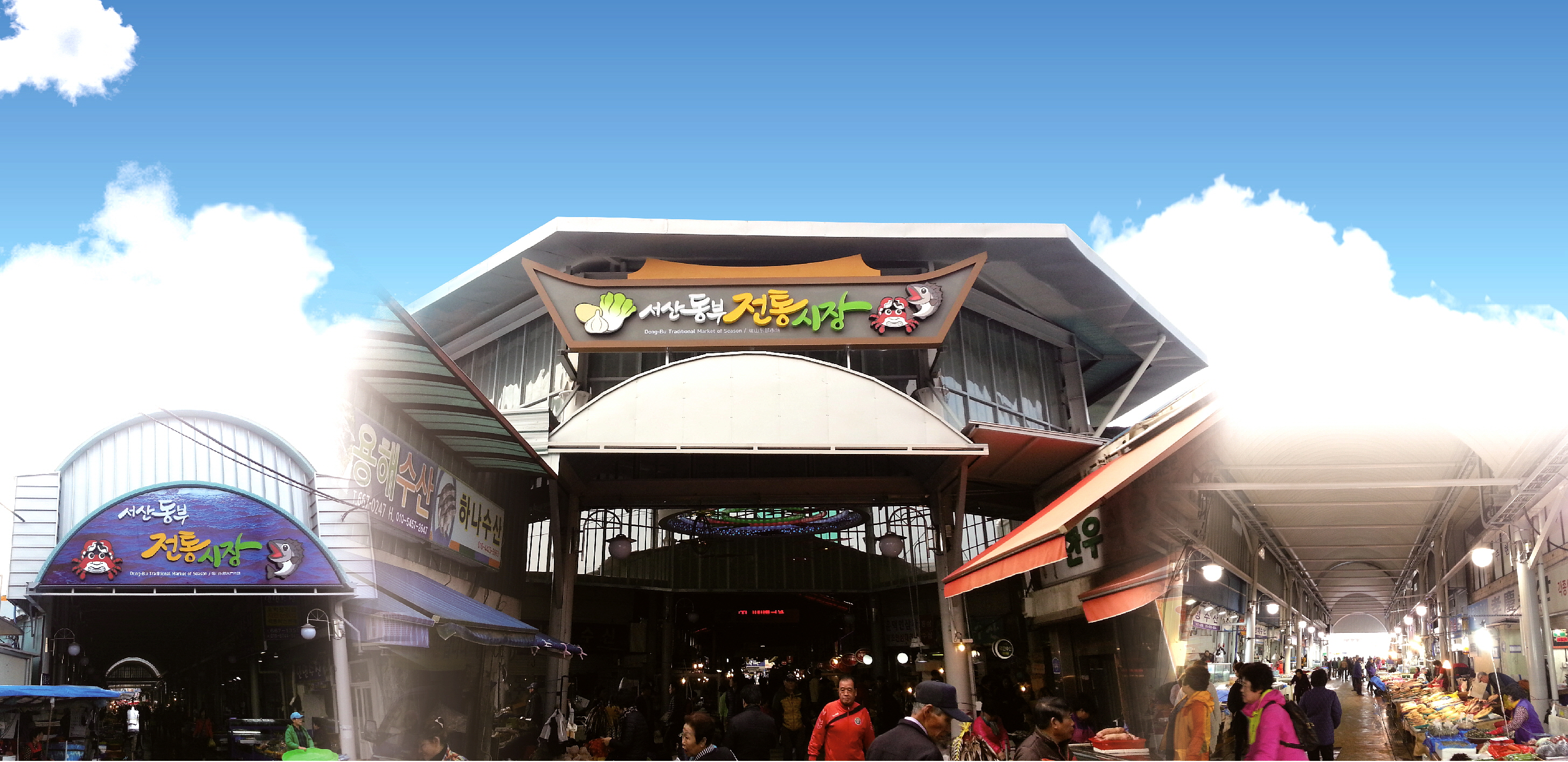
동문2동 동부전통시장

- 동부전통시장

## 문화재
- 서산 동문동 오층석탑 - 충청남도의 유형문화재 제195호
- 서산 동문동 당간지주 - 충청남도의 유형문화재 제196호
- 서산향교 - 충청남도의 기념물 제116호